# Доња Брезна
Доња Брезна је насеље у општини Плужине у Црној Гори. Према попису из 2003. било је 205 становника (према попису из 1991. било је 255 становника).

## Демографија
У насељу Доња Брезна живи 156 пунолетних становника, а просечна старост становништва износи 39,1 година (36,5 код мушкараца и 42,3 код жена). У насељу има 57 домаћинстава, а просечан број чланова по домаћинству је 3,60.
Становништво у овом насељу веома је хетерогено, а у последња три пописа, примећен је пад у броју становника.
|  |

| Демографија | Демографија | Демографија |
| Година      | Становника  | Становника  |
| ----------- | ----------- | ----------- |
|             |             |             |
|             |             |             |
|             |             |             |
|             |             |             |
| 1948.       | 88          |             |
| 1953.       | 111         |             |
| 1961.       | 201         |             |
| 1971.       | 263         |             |
| 1981.       | 315         |             |
| 1991.       | 255         | 255         |
| 2003.       | 208         | 205         |
|             |             |             |

| Етнички састав према попису из 2003.‍ | Етнички састав према попису из 2003.‍ | Етнички састав према попису из 2003.‍ | Етнички састав према попису из 2003.‍ | Етнички састав према попису из 2003.‍ |
| ------------------------------------ | ------------------------------------ | ------------------------------------ | ------------------------------------ | ------------------------------------ |
|                                      |                                      |                                      |                                      |                                      |
| Срби                                 | Срби                                 |                                      | 99                                   | 48,29%                               |
| Црногорци                            | Црногорци                            |                                      | 68                                   | 33,17%                               |
| непознато                            | непознато                            |                                      | 0                                    | 0,0%                                 |

| Година пописа     | 1948. | 1953. | 1961. | 1971. | 1981. | 1991. | 2003. |
| ----------------- | ----- | ----- | ----- | ----- | ----- | ----- | ----- |
| Број домаћинстава | 21    | 28    | 54    | 59    | 80    | 70    | 57    |

| Број чланова      | 1  | 2 | 3  | 4  | 5  | 6  | 7 | 8 | 9 | 10 и више | Просек |
| ----------------- | -- | - | -- | -- | -- | -- | - | - | - | --------- | ------ |
| Број домаћинстава | 57 | 7 | 12 | 10 | 10 | 10 | 4 | 2 | 2 | 0         | 0      |

| Пол    | Укупно | Неожењен/Неудата | Ожењен/Удата | Удовац/Удовица | Разведен/Разведена | Непознато |
| ------ | ------ | ---------------- | ------------ | -------------- | ------------------ | --------- |
| Мушки  | 90     | 38               | 47           | 4              | 0                  | 1         |
| Женски | 74     | 20               | 45           | 8              | 1                  | 0         |
| УКУПНО | 164    | 58               | 92           | 12             | 1                  | 1         |

| Пол    | Укупно                    | Пољопривреда, лов и шумарство | Рибарство                            | Вађење руде и камена | Прерађивачка индустрија       |
| ------ | ------------------------- | ----------------------------- | ------------------------------------ | -------------------- | ----------------------------- |
| Мушки  | 34                        | 10                            | 0                                    | 0                    | 13                            |
| Женски | 10                        | 1                             | 0                                    | 0                    | 1                             |
| УКУПНО | 44                        | 11                            | 0                                    | 0                    | 14                            |
| Пол    | Производња и снабдевање   | Грађевинарство                | Трговина                             | Хотели и ресторани   | Саобраћај, складиштење и везе |
| Мушки  | 1                         | 0                             | 1                                    | 0                    | 1                             |
| Женски | 1                         | 0                             | 2                                    | 3                    | 1                             |
| УКУПНО | 2                         | 0                             | 3                                    | 3                    | 2                             |
| Пол    | Финансијско посредовање   | Некретнине                    | Државна управа и одбрана             | Образовање           | Здравствени и социјални рад   |
| Мушки  | 0                         | 0                             | 5                                    | 1                    | 0                             |
| Женски | 0                         | 0                             | 0                                    | 1                    | 0                             |
| УКУПНО | 0                         | 0                             | 5                                    | 2                    | 0                             |
| Пол    | Остале услужне активности | Приватна домаћинства          | Екстериторијалне организације и тела | Непознато            | Непознато                     |
| Мушки  | 0                         | 0                             | 0                                    | 2                    | 2                             |
| Женски | 0                         | 0                             | 0                                    | 0                    | 0                             |
| УКУПНО | 0                         | 0                             | 0                                    | 2                    | 2                             |